# Vaiea
Vaiea – miejscowość w Niue (terytorium stowarzyszone z Nową Zelandią). Według danych ze spisu ludności w 2011 roku liczyła 89 mieszkańców – 48 kobiet i 41 mężczyzn. Jedenasta co do wielkości miejscowość kraju.